# Mikaele Tuugahala
Pas d'image ? Cliquez ici

a Compétitions nationales et continentales officielles uniquement.

Dernière mise à jour le 15 septembre 2023.
Mikaele Tuugahala, né le 28 avril 1976 est un joueur de rugby à XV originaire de Wallis-et-Futuna qui évolue au poste de pilier ayant évolué avec le Stade montois et le Racing Métro 92.
Il est ensuite entraîneur de rugby à XV.
Il est le cousin du deuxième ligne Jocelino Suta.

## Carrière
Il commence le rugby en 1998 au sein de l'AS Païta (Nouvelle-Calédonie)
Il est membre de l'équipe de Nouvelle-Calédonie lors du Tournoi des Dom-Tom 2001 de Bordeaux. Après avoir été remarqué par Michel Couturas en juin 2001, il rejoint le Stade montois en août 2001, en même temps deux autres joueurs de Nouvelle-Calédonie, Jocelino Suta et Ismaël Sione du RC Mont-Dore. Tous les trois participent pour la première fois à cette compétition qui réunit tous les deux ans les comités ultramarins.
Il joue ensuite pour le Stade montois et Racing Métro 92.
En 2016, il participe au film Mercenaire de Sacha Wolff où Soane, jeune rugbyman, membre de la communauté wallisienne de Nouvelle-Calédonie, brave l'autorité de son père violent pour partir jouer en métropole.